# Lisa van der Geest
Lisa van der Geest (13 januari 1994) is een Nederlands langebaan- en marathonschaatsster en inline-skatester uit Warmond. Naast het schaatsen studeerde ze rechten in Leiden.

## Carrière
Van der Geest reed in het marathonpeloton in 2011/2012 voor Groenehartsport.nl en kwam van 2012/2013-2014/2015 uit voor Team BOHH.nl (Beter open haard hout.nl/Haardhout.com) een onderdeel van Schaatsspetters. In 2015/2016 kwam ze uit voor Athleteshop.nl/Koopjesdrogisterij.nl en van 2016/2017-2018/19 voor MKBasics.nl. In 2019/2020 schaatst ze bij Turner.
Haar eerste overwinning was de puntenkoers van de KPN Driedaagse in 2013. Op 1 december 2013 won ze een marathon op FlevOnice. In 2017 won Van der Geest de eerste marathon op natuurijs. Ook won dat seizoen de kunstijsmarathon in Rotterdam. Die laatste wedstrijd won ze op haar verjaardag, iets dat drie marathonschaatsers eerder ook presteerden.
Op de langebaan is Van der Geest een specialiste op de 5000 meter. In zowel 2012 als 2013 werd Van der Geest Nederlands kampioene A-junioren op die afstand en op de Nederlandse kampioenschappen schaatsen afstanden 2013 - 5000 meter vrouwen werd ze tiende, een jaar later negende. In het seizoen 2016/2017 sponsorde Koopjesdrogisterij haar op de langebaan nadat het besloot te stoppen als schaatsploeg. Dat seizoen won ze ook de Alternatieve Elfstedentocht Weissensee.

## Langebaan

### Persoonlijke records
| Afstand    | Tijd    | Datum            | Baan           |
| ---------- | ------- | ---------------- | -------------- |
| 500 meter  | 44.16   | 11 oktober 2009  | Den Haag       |
| 1000 meter | 1.28,95 | 25 oktober 2009  | Den Haag       |
| 1500 meter | 2.05,74 | 30 december 2012 | Heerenveen     |
| 3000 meter | 4.13,03 | 3 december 2013  | Heerenveen     |
| 5000 meter | 6.57,89 | 20 november 2015 | Salt Lake City |

### Resultaten
| jaar | NK Afstanden                       | Wereldbeker              |
| ---- | ---------------------------------- | ------------------------ |
| 2013 | 10e 5000m 13e massastart           |                          |
| 2014 | 17e 3000m 09e 5000m 05e massastart |                          |
| 2015 | 13e 3000m 08e 5000m 12e massastart | 40e 3k/5k                |
| 2016 | 15e 3000m · 5000m · 12e massastart | 33e 3k/7k 37e massastart |
| 2017 | 13e 3000m 07e 5000m 15e massastart |                          |
| 2018 | 12e 5000m                          |                          |

## Marathon

### Reultaten
| Seizoen | NK jr. A | NK (k) | NK (n) | ONK (n) | Cup |
| ------- | -------- | ------ | ------ | ------- | --- |
| 2011/12 | Zilver   |        |        |         | 9e  |
| 2012/13 | Zilver   | 4e     | 10e    | 7e      | 7e  |
| 2013/14 |          | 5e     |        | 10e     | 4e  |
| 2014/15 |          | 36e    |        | 5e      | 2e  |
| 2015/16 |          |        |        | 8e      | 8e  |
| 2016/17 |          | Brons  |        | 5e      | 2e  |
| 2017/18 |          | Zilver |        | Goud    | 4e  |
| 2018/19 |          | 4e     |        | 37e     | 9e  |
| 2019/20 |          | 12e    |        |         |     |

### Top-3 klasseringen
2011/2012
1e Gewestelijk kampioenschap Zuid-Holland
2012/2013
2e Gewestelijk kampioenschap Zuid-Holland
3e KPN Grand Prix finale, Runnmeer, Finland
2013/2014
1e Openingsmarathon FlevOnice
2e KPN Marathon Cup 10, Alkmaar
3e KPN Marathon Cup 12, Enschede
2e KPN Marathon Cup Finale, Amsterdam
2014/2015
2e KPN Marathon Cup 3, Utrecht
2e KPN Marathon Cup 5, Haarlem
3e KPN Marathon Cup 8, Tilburg
1e KPN Marathon Cup 13, Eindhoven
3e Aart Koopmans Memorial (KPN Grand Prix 3), Weissensee
1e KPN Grand Prix finale, Biddinghuizen
2015/2016
2e KPN Marathon Cup 13, Eindhoven
1e KPN Marathon Cup 14, Tilburg
1e Aart Koopmans Memorial (KPN Grand Prix 2), Weissensee
2016/2017
3e KPN Marathon Cup 3, Tilburg
2e KPN Marathon Cup 5, Haarlem
1e KPN Marathon Cup 9, Rotterdam
1e Marathon van Noordlaren (op natuurijs)
2e KPN Marathon Cup 11, Groningen
1e Alternatieve Elfstedentocht (KPN Grand Prix 1), Weissensee
2017/2018
1e KPN Marathon Cup 1, Amsterdam
2e KPN Marathon Cup 4, Utrecht
1e KPN Marathon Cup 9, Breda
3e KPN Marathon Cup 10, Heerenveen
1e Nationale wedstrijd Flevonice, Biddinghuizen
1e KPN Marathon Cup 11, Alkmaar
1e KPN Marathon Cup 14, Olympisch Stadion (Amsterdam)
1e KPN Marathon Cup 15, Tilburg
1e KPN Grand Prix 4, Luleå, Zweden
1e KPN Grand Prix finale, Luleå, Zweden
2018/2019
2e KPN Marathon Cup 6, Alkmaar
1e KPN Marathon Cup 7, Den Haag
1e Landelijke wedstrijd Flevonice, Biddinghuizen
1e KPN Marathon Cup 11, Amsterdam
1e KPN Grand Prix 2, Weissensee
1e KPN Grand Prix 5, Luleå, Zweden
2019/2020
3e KPN Marathon Cup 3, Deventer
1e Flevobokaal, Biddinghuizen